# جانلوئیجی دوناروما
جانلوئیجی دوناروما(به ایتالیایی: Gianluigi Donnarumma؛ زادهٔ ۲۵ فوریهٔ ۱۹۹۹)، بازیکن فوتبال اهل ايتاليا است که در پست دروازه‌بان برای باشگاه فوتبال منچستر سیتی بازی می‌کند. او هم اکنون کاپیتان تیم ملی فوتبال ایتالیا است.

## زندگی شخصی
دوناروما در تاریخ ۲۵ فوریهٔ ۱۹۹۹ در کاستلاماره دی استابیا در استان ناپل به دنیا آمده است. پدرش آلفون هاجم نوکمارینلا نام دارند؛ برادر بزرگ‌تر او آنتونیو نیز دروازه‌بان است که او هم از پرورش یافته‌های آکادمی میلان است و همچنین در میلان هم‌تیمی او بود دوناروما از کودکی طرفدار میلان بوده است. به گفته خودش الگوی او جانلوئیجی بوفون بوده.
از سال ۲۰۱۷ دوناروما با السیا الفانته در ارتباط بوده است. در ماه مه ۲۰۲۴ اعلام شد که الفانت اولین فرزند این زوج را باردار است

## سبک بازی
"او استعداد فراوانی دارد و فکر می‌کنم که او می‌تواند بهتر از من با پیراهن میلان عمل کند، چون که او بسیار جوان است … جیجی ارزش خودش را نشان داده و فکر می‌کنم که او می‌تواند بیشتر پرورش یابد."

—دیدا دروازه‌بان سابق میلان دربارهٔ دوناروما
دوناروما یکی از استعدادهای هیجان انگیز ایتالیا شناخته می‌شود. ای‌اس‌پی‌ان او را به دلیل داشتن استخوان‌بندی درشت و قدرت بدنی بالا ستود و او را دروازه‌بانی بلند و چابک که فیزیک و تعادل بر اعصاب او می‌تواند ضعف او را بپوشاند. به نظر می‌رسد که او از این که توسط عموم محاصره شود ترسی ندارد و او به کار خود با تمرکز و رفتار حساب شده ادامه می‌دهد. او یک رهبر ذاتیست که با اعتماد به نفس به اندازه، یک دفاع را با بازیکنانی که دو برابر سن خودش را دارند تشکیل می‌دهد. بسیاری او را با جانلوئیجی بوفون مقایسه می کنند. خود بوفون نیز به نوبه خود قدرت بدنی و توانایی های فنی، آرامش ذهنی و تصمیم گیری او را ستوده است. او را بیشتر بخاطر بازی با پای بسیار خویش می‌شناسند.

## عملکرد باشگاهی

### آ.ث میلان

#### تیم‌های پایه
دوناروما در آکادمی محلی کلاب ناپولی در کاستلاماره دی استابیا رشد کرد. در سال ۲۰۱۳ زمانی که جانلوئیجی ۱۴ سال داشت با مبلغ ۲۵۰ هزار یورو به میلان تیمی که پیش‌تر برادر بزرگترش آنتونیو در آن بازی می‌کرد پیوست. او بین سال‌های ۲۰۱۳ تا ۲۰۱۵ عضو آکادمی باشگاه میلان بود. در فصل ۱۵–۲۰۱۴ در حالی که تنها ۳ روز به تولد ۱۶ سالگی‌اش مانده بود توسط فیلیپو اینزاگی به تیم اصلی انتقال یافت و در بازی لیگ برابر چزنا به روی نیمکت نشست، حضور او بر روی نیمکت ذخیره‌ها با وجود سن کم مورد تقدیر قرار گرفت.

#### فصل ۱۶–۲۰۱۵: راه‌یابی به تیم اول

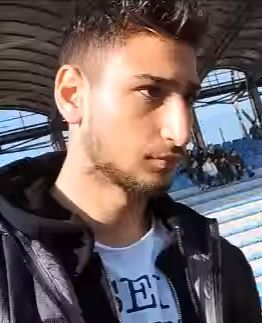
دوناروما در سال ۲۰۱۵

در فصل ۱۶–۲۰۱۵ سینیشا میهایلوویچ مربی وقت میلان، دوناروما را به‌عنوان دروازه‌بان سوم پس از دیه‌گو لوپز و کریستین آبیاتی به تیم اصلی انتقال داد. او در تور پیش فصل در چین توانست نخستین بازی‌اش را برابر رئال مادرید در جام بین‌المللی قهرمانان ۲۰۱۵ پس از این‌که در دقیقهٔ ۷۲ به‌جای دیه‌گو لوپز وارد شد انجام دهد و توانست تا پایان بازی کلین شیت کند. او در پنالتی‌ها نیز توانست پنالتی تونی کروس را مهار کند اما پنالتی خود را نتوانست به ثمر برساند تا میلان با نتیجهٔ ۱۰–۹ شکست بخورد.
او در تاریخ ۲۵ اکتبر ۲۰۱۵ نخستین بازی رسمی خودش را برابر ساسولو در سری آ انجام داد که با برد ۲–۱ میلان همراه بود. او بعد از آن‌که میلان ۳ بازی پشت سر هم تن به شکست داد به جای لوپز انتخاب شد. وی پس از انجام ۹۰ دقیقه بازی، با ۱۶ سال و ۲۴۲ روز سن، به دومین دروازه‌بان جوان تاریخ سری آ که بازی را از ابتدا آغاز کرده است، تبدیل شد. دوناروما تنها ۱۳ روز بزرگ‌تر از جوزپه ساکی است که تصادفاً نخستین بازی‌اش را در همان روز اما ۷۳ سال پیش انجام داده بود. او پس از کارکرد عالی خود مورد تمجید دیگر دروازه‌بان میلان دیه‌گو لوپز قرار گرفت و او را «آیندهٔ میلان و فوتبال ایتالیا» نامید. ۳ روز بعد، او توانست برابر کیه‌وو برای نخستین بار کلین شیت کند. پس از ۳ پیروزی پی‌درپی با حضور دوناروما در ترکیب اصلی، میلان با درخشش وی برابر آتالانتا از شکست گریخت تا گاتزتا دلو اسپورت از نمایش او با عنوان «دوناروما معجزه کرد» یاد کند. کارکرد خوب او در آن سال سبب شد تا مجلهٔ دون بالون از او به‌عنوان یکی از ۲۵ بازیکن برتر زیر ۲۱ سال جهان یاد کند.
در تاریخ ۴ ژانویهٔ ۲۰۱۶ دینو زوف دروازه‌بان سابق ایتالیا گفت: «دوناروما خصوصیات خاصی دارد که به او اجازه می‌دهد در ۱۶ سالگی در سری آ بازی کند؛ به نظر می‌رسد که او در آینده دروازه‌بان بزرگی می‌شود و این از پیش تعیین شده است اما به خود او بستگی دارد.» از سال ۲۰۱۶ دوناروما جایگاه لوپز به عنوان دروازه‌بان اول را کاملاً تصاحب کرد و این امر باعث شد که به او قرارداد جدید ۳ ساله پیشنهاد دهند. دوناروما نخستین بازی خود را در شهرآورد دلا مادونینا در ۳۱ ژانویه انجام داد که با برد ۳–۰ میلان همراه بود. او در فینال کوپا ایتالیا در پایان فصل نیز بازی کرد که بازی ۱–۰ به نفع یوونتوس به پایان رسید.

#### فصل ۱۷–۲۰۱۶

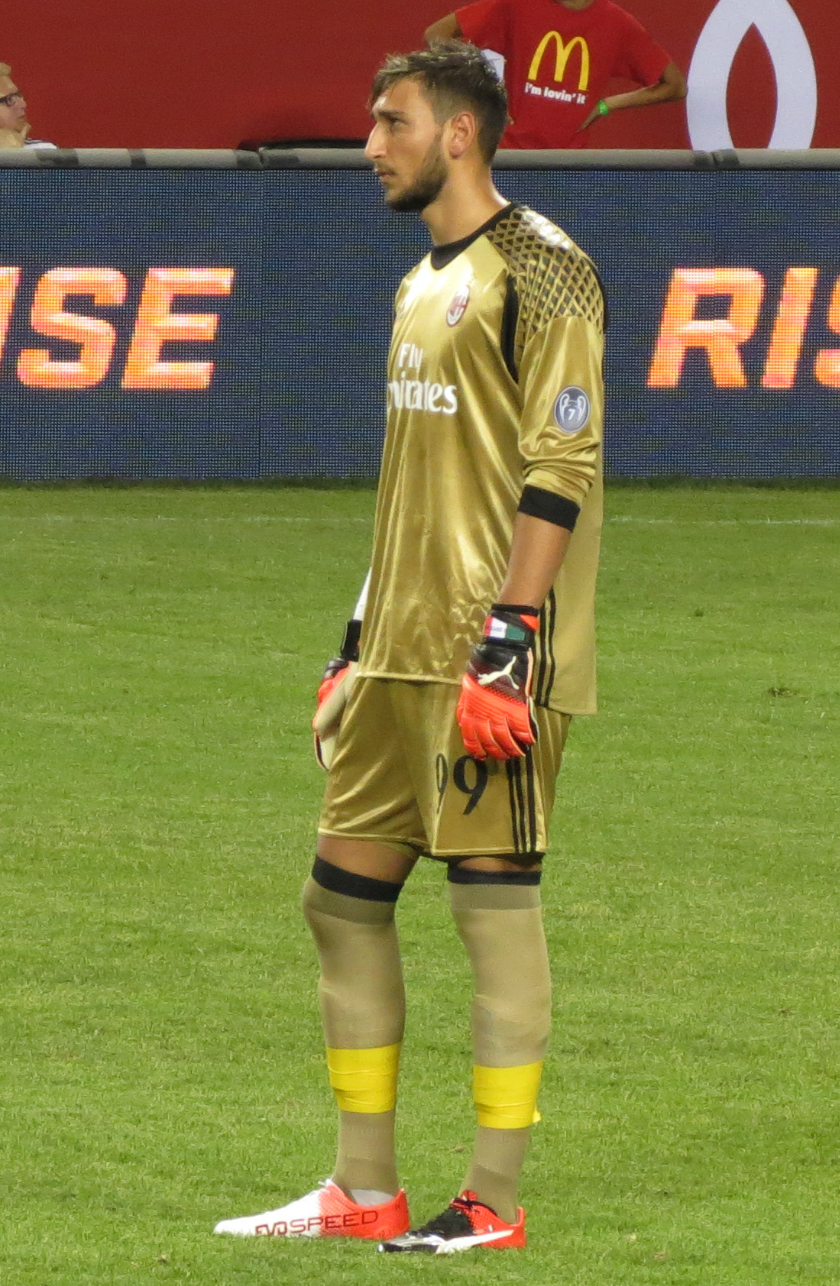
دوناروما در حال بازی برای باشگاه فوتبال ا.ث میلان در بازی‌های پیش‌فصل ۱۷–۲۰۱۶

در اولین بازی فصل ۱۶–۲۰۱۵ میلان برابر تورینو در تاریخ ۲۱ اوت، دوناروما موفق شد اولین پنالتی دوران حرفه‌ای خودش در یک بازی رسمی را مهار کند؛ او توانست از وارد شدن پنالتی آندره‌آ بلوتی در وقت اضافه جلوگیری کند تا میلان با نتیجهٔ ۳–۲ بازی را پیروز شود. در تاریخ ۱۶ سپتامبر در بازی برابر سمپدوریا توانست برای نخستین بار در این فصل کلین شیت کند. در روز ۲۳ دسامبر ۲۰۱۶ دوناروما با دفع پنالتی پائولو دیبالا به میلان کمک کرد تا با برد ۴–۳ در پنالتی‌ها قهرمان سوپرجام ایتالیا شود.
در ۱۵ ژوئن ۲۰۱۷، در ابتدا اعلام شد که دوناروما قراردادش را با میلان تمدید نخواهد کرد؛ اما در ۱۱ ژوئیه پس از حدس و گمان‌های فراوان تا سال ۲۰۲۱ با میلان تمدید کرد.

#### فصل ۱۸–۲۰۱۷
دوناروما نخستین بازی اروپایی‌اش را در بازی رفت دور مقدماتی لیگ اروپا برابر کرایووا در تاریخ ۲۷ ژوئیهٔ ۲۰۱۷ انجام داد که با نتیجه ۱–۰ به نفع میلان به پایان رسید و دوناروما موفق شد در آن بازی کلین شیت کند. یک هفته بعد، او پس از این‌که در دور برگشت در حالی که میلان حریفش را با نتیجهٔ ۲–۰ شکست داد، موفق شد دوباره کلین شیت کند. سومین کلین شیت پیاپی او در برد ۶–۰ برابر باشگاه اشکندیا به ثبت رسید.

#### فصل ۱۹–۲۰۱۸
دوناروما در این فصل با افت روبه‌رو شد و در بسیاری از مسابقات، جایش را به پپه رینا داد. بدترین اشتباه او در این فصل در شهرآورد شهر میلان در برابر اینتر میلان رقم خورد. وقتی که روی دروازه توپ ارسال شد زاویهٔ مخالف را خالی گذاشت و ایکاردی به راحتی دروازهٔ میلان را باز کرد و با همان گل باشگاه فوتبال اینتر میلان بازی را برد.

#### فصل ۲۰–۲۰۱۹
در فصل ۲۰–۲۰۱۹ دوناروما به عنوان جایگاه خود را به عنوان دروازه بان اول حفظ کرد. در ژوئیه ۲۰۲۰ او دویستمین
بازی خود را برای این باشگاه در برد ۲-۱ خارج از خانه مقابل ساسولو در سری آ انجام داد که به دلیل آسیب دیدگی آلسیو رومانیولی او برای اولین بار بازوبند کاپیتانی را به باز بست.

#### فصل ۲۱–۲۰۲۰
او در این فصل با روی کار آمدن مارکو جامپائولو در ابتدای فصل، اصلاً عملکرد خوبی نداشت، ولی با آمدن استفانو پیولی آرام‌آرام با پیشرفت چشمگیری روبه‌رو شد و در این فصل اختلاف کوچکی بر سر تمدید قرارداد بین او و مدیران باشگاه، بوبان و مالدینی به وجود آمد. دوناروما در این فصل، بهترین دروازه‌بان سری آ شد.
او در ۲۵۱ بازی برای باشگاه فوتبال آ.ث میلان انجام داد و ۸۸ بار دروازه خود را بسته نگه داشت.

### پاری سن ژرمن
۱۶ ژوئن ۲۰۲۱ دوناروما با یک قرارداد پنج ساله با دست مزد سالیانه ۸ میلیون یورو به باشگاه فوتبال پاری سن ژرمن پیوست.  اولین بازی خود را برای پاری سن ژرمن در پیروزی ۴–۰ در لیگ ۱ مقابل باشگاه فوتبال کلرمون فوت در ۱۱ سپتامبر ۲۰۲۱ انجام داد. در ۲۰ نوامبر ۲۰۲۱ دوناروما برنده جایزه یاشین شد.

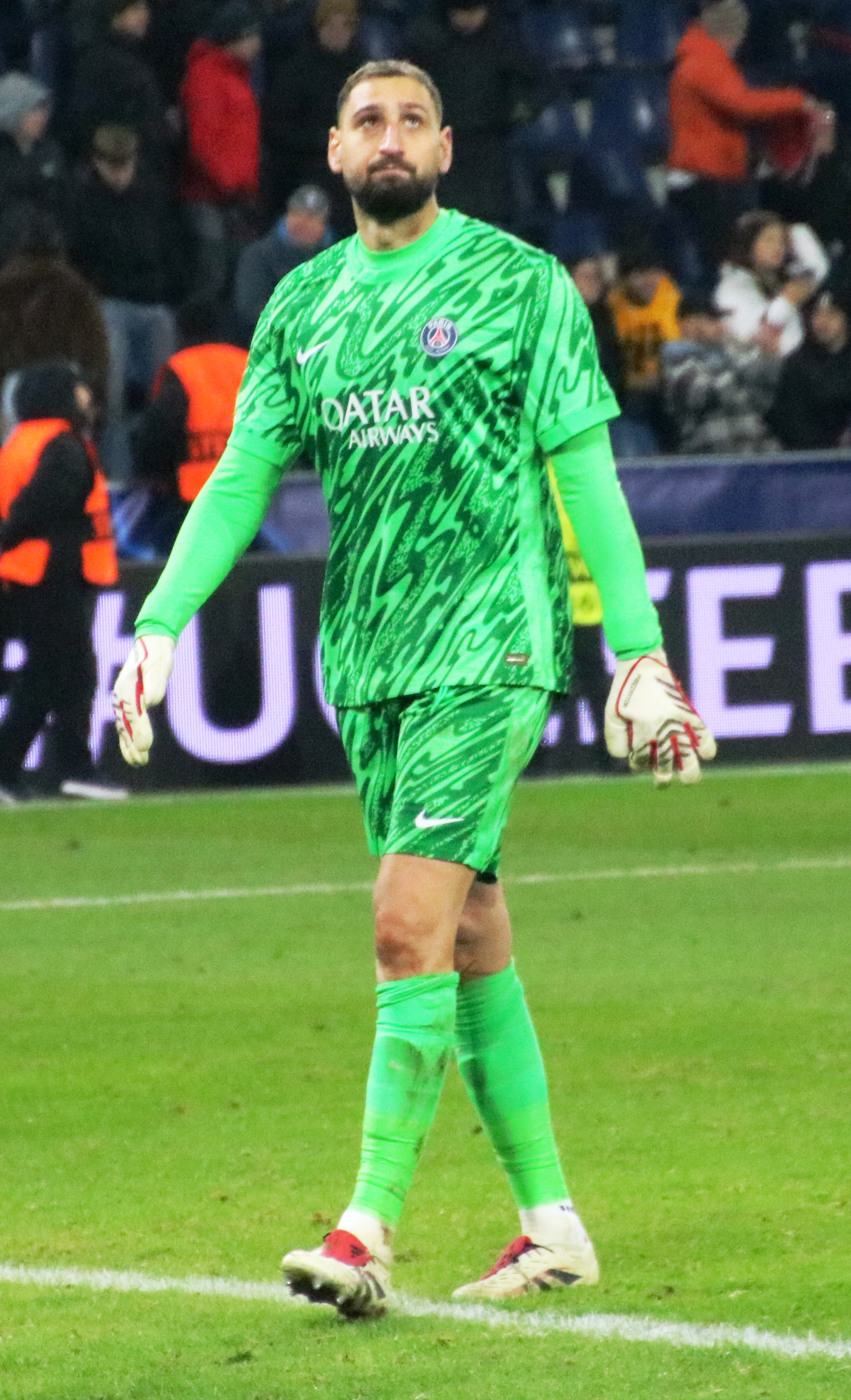
دوناروما همراه با باشگاه فوتبال پاری سن ژرمن در سال ۲۰۲۴

۱۱ مارس ۲۰۲۵ در لیگ قهرمانان اروپا ۲۵–۲۰۲۴ او دو ضربه پنالتی را مهار کرد و به باشگاه فوتبال پاری سن ژرمن کمک کرد تا مقابل باشگاه فوتبال لیورپول برنده شود.

## آمار باشگاهی
تا تاریخ ۱۸ فوریه ۲۰۲۵
| باشگاه             | فصل                | لیگ                | لیگ  | لیگ | جام حذفی | جام حذفی | قاره‌ای | قاره‌ای | دیگر | دیگر | مجموع | مجموع |
| باشگاه             | فصل                | دسته               | بازی | گل  | بازی     | گل       | بازی   | گل     | بازی | گل   | بازی  | گل    |
| ------------------ | ------------------ | ------------------ | ---- | --- | -------- | -------- | ------ | ------ | ---- | ---- | ----- | ----- |
| میلان              | ۲۰۱۵–۱۶            | سری آ              | ۳۰   | ۰   | ۱        | ۰        | _      | _      | _    | _    | ۳۱    | ۰     |
| میلان              | ۲۰۱۶–۱۷            | سری آ              | ۳۸   | ۰   | ۲        | ۰        | –      | –      | ۱    | ۰    | ۴۱    | ۰     |
| میلان              | ۲۰۱۷–۱۸            | سری آ              | ۳۸   | ۰   | ۴        | ۰        | ۱۱     | ۰      | _    | _    | ۵۳    | ۰     |
| میلان              | ۲۰۱۸–۱۹            | سری آ              | ۳۶   | ۰   | ۲        | ۰        | ۰      | ۰      | ۱    | ۰    | ۳۹    | ۰     |
| میلان              | ۲۰۱۹–۲۰            | سری آ              | ۳۶   | ۰   | ۳        | ۰        | _      | _      | _    | _    | ۳۹    | ۰     |
| میلان              | ۲۰۲۰–۲۱            | سری آ              | ۳۷   | ۰   | ۰        | ۰        | ۱۱     | ۰      | _    | _    | ۴۸    | ۰     |
| مجموع آ.ث میلان    | مجموع آ.ث میلان    | مجموع آ.ث میلان    | ۲۱۵  | ۰   | ۱۲       | ۰        | ۲۲     | ۰      | ۲    | ۰    | ۲۵۱   | ۰     |
| پاریس اس‌جی         | ۲۰۲۱–۲۲            | لیگ ۱              | ۱۷   | ۰   | ۲        | ۰        | ۵      | ۰      | ۰    | ۰    | ۲۴    | ۰     |
| پاریس اس‌جی         | ۲۰۲۲–۲۳            | لیگ ۱              | ۳۸   | ۰   | ۱        | ۰        | ۸      | ۰      | ۱    | ۰    | ۴۸    | ۰     |
| پاریس اس‌جی         | ۲۰۲۳–۲۴            | لیگ ۱              | ۲۵   | ۰   | ۴        | ۰        | ۱۲     | ۰      | ۱    | ۰    | ۴۲    | ۰     |
| پاریس اس‌جی         | ۲۲۰۴–۲۵            | لیگ ۱              | ۲۱   | ۰   | ۰        | ۰        | ۱۰     | ۰      | ۱    | ۰    | ۳۲    | ۰     |
| مجموع پاری سن ژرمن | مجموع پاری سن ژرمن | مجموع پاری سن ژرمن | ۱۰۱  | ۰   | ۷        | ۰        | ۳۵     | ۰      | ۳    | ۰    | ۱۴۶   | ۰     |
| مجموع آمار         | مجموع آمار         | مجموع آمار         | ۳۱۶  | ۰   | ۱۹       | ۰        | ۵۷     | ۰      | ۵    | ۰    | ۳۹۷   | ۰     |

## افتخارات

### باشگاهی
آ.ث. میلان
- سوپر جام فوتبال ایتالیا(۱): ۲۰۱۶

پاری سن ژرمن
- لیگ ۱(۴): ۲۲–۲۰۲۱، ۲۳–۲۰۲۲، ۲۴–۲۰۲۳، ۲۵–۲۰۲۴
- جام حذفی فوتبال فرانسه(۲): ۲۴–۲۰۲۳، ۲۵–۲۰۲۴
- سوپر جام فوتبال فرانسه(۳): ۲۰۲۲، ۲۰۲۳، ۲۰۲۴
- لیگ قهرمانان اروپا(۱): ۲۵–۲۰۲۴
- سوپر جام اروپا(۱): ۲۰۲۵

### ملی
ایتالیا
- جام ملت‌های اروپا(۱): ۲۰۲۰
- لیگ ملت‌های اروپا: ۲۱–۲۰۲۰، ۲۳–۲۰۲۲ سوم
- جام قهرمانان کونمبول–یوفا: ۲۰۲۲ نایب قهرمان

### انفرادی
- دروازه‌بان فصل سری آ: ۲۱–۲۰۲۰[۶۴]
- تیم منتخب سری آ: ۲۰–۲۰۱۹
- بهترین بازیکن جام ملت‌های اروپا ۲۰۲۰[۶۵]
- تیم منتخب جام ملت‌های اروپا: ۲۰۲۰[۶۶]
- بهترین دروازه‌بان جام ملت‌های اروپا: ۲۰۲۰
- جایزهٔ یاشین: ۲۰۲۱[۶۰]
- بهترین دروازه‌بان جهان فدراسیون بین‌المللی تاریخ و آمار فوتبال: ۲۰۲۱[۶۷]
- بهترین دروازه‌بان سال جوایز گلوب ساکر: ۲۰۲۱[۶۸]
- حضور در تیم منتخب فدراسیون بین‌المللی تاریخ و آمار فوتبال: ۲۰۲۱[۶۹]
- دروازه‌بان سال سری آ اتحادیه بازیکنان فوتبال ایتالیا: ۲۰۲۰، ۲۰۲۱[۷۰][۷۱]
- دروازه‌بان فصل لیگ ۱: ۲۲–۲۰۲۱[۷۲] ، ۲۴–۲۰۲۳[۷۳]
- تیم منتخب لیگ ۱: ۲۲–۲۰۲۱[۷۲] ، ۲۴–۲۰۲۳[۷۴]
- نشان شایستگی از جمهوری ایتالیا: ۲۰۲۱[۷۵]

## آمار ملی
تا تاریخ ۴ فوریه ۲۰۲۵
| تیم ملی فوتبال ایتالیا | تیم ملی فوتبال ایتالیا | تیم ملی فوتبال ایتالیا | تیم ملی فوتبال ایتالیا |
| سال                    | بازی                   | کلین شیت               |                        |
| ---------------------- | ---------------------- | ---------------------- | ---------------------- |
| ۲۰۱۶                   | ۲                      | ۱                      |                        |
| ۲۰۱۷                   | ۲                      | ۱                      |                        |
| ۲۰۱۸                   | ۷                      | ۲                      |                        |
| ۲۰۱۹                   | ۵                      | ۳                      |                        |
| ۲۰۲۰                   | ۶                      | ۴                      |                        |
| ۲۰۲۱                   | ۱۸                     | ۱۰                     |                        |
| ۲۰۲۲                   | ۱۰                     | ۳                      |                        |
| ۲۰۲۳                   | ۱۰                     | ۳                      |                        |
| ۲۰۲۴                   | ۱۰                     | ۲                      |                        |
| ۲۰۲۵                   | ۲                      | ۰                      |                        |
| مجموع                  | ۷۲                     | ۲۹                     |                        |

## عملکرد ملی

### جوانان
دوناروما انتخاب اول دروازه‌بانی برای تیم ملی زیر ۱۷ سال ایتالیا در رقابت‌های قهرمانی زیر ۱۷ سال اروپا در سال ۲۰۱۵ بود.
در تاریخ ۵ نوامبر ۲۰۱۵ او برای اولین بار به تیم  ملی زیر ۲۱ سال ایتالیا برای بازی مقابل زیر ۲۱ سال صربستان و زیر ۲۱ سال لیتوانی دعوت شد. او اولین بازی‌اش را برای تیم زیر ۲۱ سال در تاریخ ۲۴ مارس مقابل زیر ۲۱ سال جمهوری ایرلند انجام داد که با برد ۴–۱ ایتالیا همراه بود و دوناروما با ۱۷ سال و ۲۸ روز سن و شکستن رکورد فدریکو بونازولی به جوان‌ترین بازیکن تاریخ تبدیل شد که برای این تیم بازی کرده.
در ژوئن ۲۰۱۷ نیز، در ترکیب زیر ۲۱ سال ایتالیا برای شرکت در جام ملت‌های اروپا فوتبال زیر ۲۱ سال ۲۰۱۷ توسط لوئیجی دی بیاجو قرار گرفت.

### بزرگسالان
در حالی که پیش‌بینی می‌شد دوناروما در ترکیب ایتالیا برای بازی در جام ملت‌های اروپا ۲۰۱۶ قرار گیرد؛ اما پیش‌بینی‌ها غلط بود و آنتونیو کونته او را انتخاب نکرد.
در تاریخ ۲۷ اوت دوناروما به تیم ملی بزرگسالان برای بازی‌های دوستانه مقابل فرانسه و مرحلهٔ مقدماتی جام جهانی فوتبال ۲۰۱۸ مقابل اسرائیل دعوت شد. او با ۱۷ سال و ۶ ماه سن به جوان‌ترین بازیکن دعوت شده به تیم ملی از سال ۱۹۱۱ تبدیل شد. او در ۲ سپتامبر ۲۰۱۶ بین دو نیمهٔ دیدار دوستانهٔ فرانسه و ایتالیا به جای جانلوئیجی بوفون وارد زمین شد و بدین ترتیب لقب جوان‌ترین دروازه‌بان تاریخ ایتالیا با ۱۷ سال و ۱۸۹ روز سن را کسب کرد. در ۲۸ مارس ۲۰۱۷، در برد ۲–۱ برابر هلند برای نخستین بار از ابتدا درون دروازهٔ ایتالیا قرار گرفت و بار دیگر جوان‌ترین دروازه‌بان شروع‌کنندهٔ ایتالیا با ۱۸ سال و ۳۱ روز سن لقب گرفت.

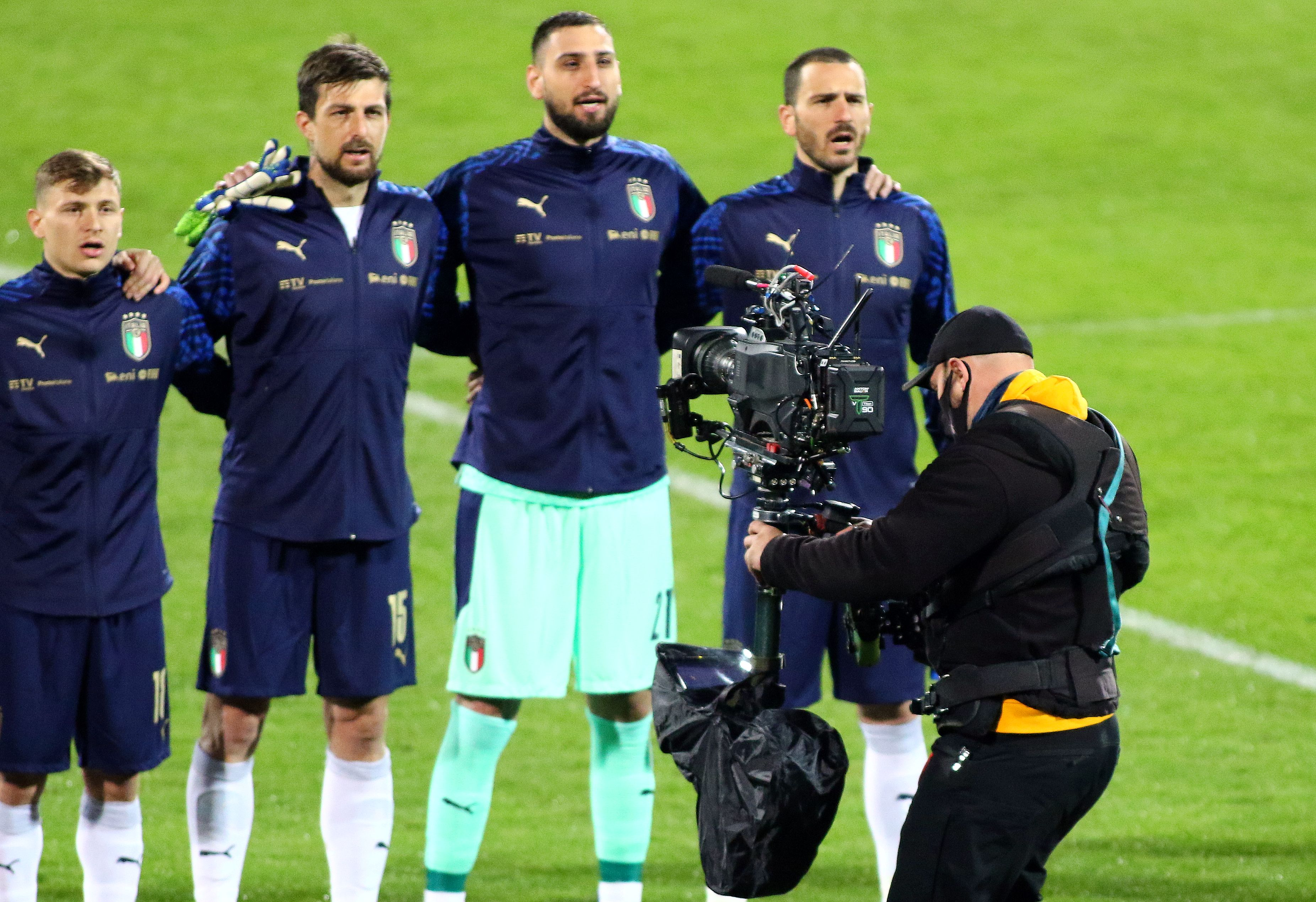
دوناروما همراه با تیم ملی فوتبال ایتالیا در جام ملت‌های اروپا ۲۰۲۰

در ژوئن ۲۰۲۱ دوناروما در ترکیب ایتالیا برای جام ملت‌های اروپا ۲۰۲۰ قرار گرفت. او در سه بازی مرحله گروهی مقابل ترکیه و سوئیس و ولز دروازه خود را بسته نگه داشت. در نیمه نهایی مقابل اسپانیا در ۶ ژوئیه پس از تساوی ۱-۱ پس از وقت اضافه، او ضربه پنالتی آلوارو موراتا را مهار کرد تا ایتالیا به پیروزی ۴-۲ در ضربات پنالتی برسد. در ۱۱ ژوئیه در فینال جام ملت‌های اروپا ۲۰۲۰ مقابل انگلیس در ورزشگاه ومبلی پس از تساوی ۱-۱ پس از وقت اضافه دوناروما در ضربات پنالتی دو ضربه پنالتی را مهار کرد و به ایتالیا کمک کرد که پس از ۵۲ سال به قهرمانی جام ملت‌های اروپا برسد. او در پایان این رقابت ها جایزه بهترین بازیکن جام را گرفت.
در ۱۰ اکتبر ۲۰۲۱ او برای اولین بار بازوبند کاپیتان را برای  تیم ملی مقابل بلژیک به بازو بست و به جوان جوان ترین کاپیتان آتزوری از زمان جیانی ریورا در سال ۱۹۶۵ تبدیل شد.
او توسط لوچانو اسپالتی برای حضور در جام ملت‌های اروپا ۲۰۲۴ به تیم ملی دعوت شد. ایتالیا پس از باخت ۲–۰ مقابل سوئیس در مرحله یک شانزدهم نهایی از مسابقات حذف شد.